# Angeliera xarifae
Angeliera xarifae är en kräftdjursart som beskrevs av Siewing 1959. Angeliera xarifae ingår i släktet Angeliera och familjen Microparasellidae. Inga underarter finns listade i Catalogue of Life.